# متحف طلال بن نشار التراثي
متحف طلال بن نشار التراثي أحد متاحف منطقة الرياض الخاصة، يقع في محافظة الدوادمي مركز الجمش، أسسه طلال بن هذال النشار العتيبي، يوجد المتحف ضمن سكن المالك طلال بن هزال النشار العتيبي ويتكون من دور واحد ويتضمن عدد كبيرا من القطع التراثية، والتي تم عرضها في ثلاث أجنحة ومستودعين .
وحيث يتم عرض القطع حسب النوع والاستخدام في أكثر من 15 ركن : الاسلحة وأدوات الحرب والعمـلات والحـلي والفضيات ومجسم للبئر وأدوات السقيا والأدوات الزراعية والجلديات والأبـواب القديمة وأدوات الإضاءة والموازين والمكاييل والملابس والصوفيات وأدوات القهوة.